# Synagogue italienne d'Istanbul
La synagogue italienne d'Istanbul, également connue sous le nom de Kal de los Frankos, est une synagogue située au nord de la Corne d'Or à Istanbul, en Turquie. La synagogue a été établie par la communauté juive italienne d'Istanbul, (Comunità Israelitico-Italiana di Istanbul), au 19e siècle. En 1931, le bâtiment d'origine a été démoli et une nouvelle synagogue construite à sa place.